# 物体認識
物体認識（ぶったいにんしき、英: Object Recognition）とは、画像や動画の中から与えられた物体を検出すること。大きく分けて一般物体認識と特定物体認識の二つがある。